# 小山寛二

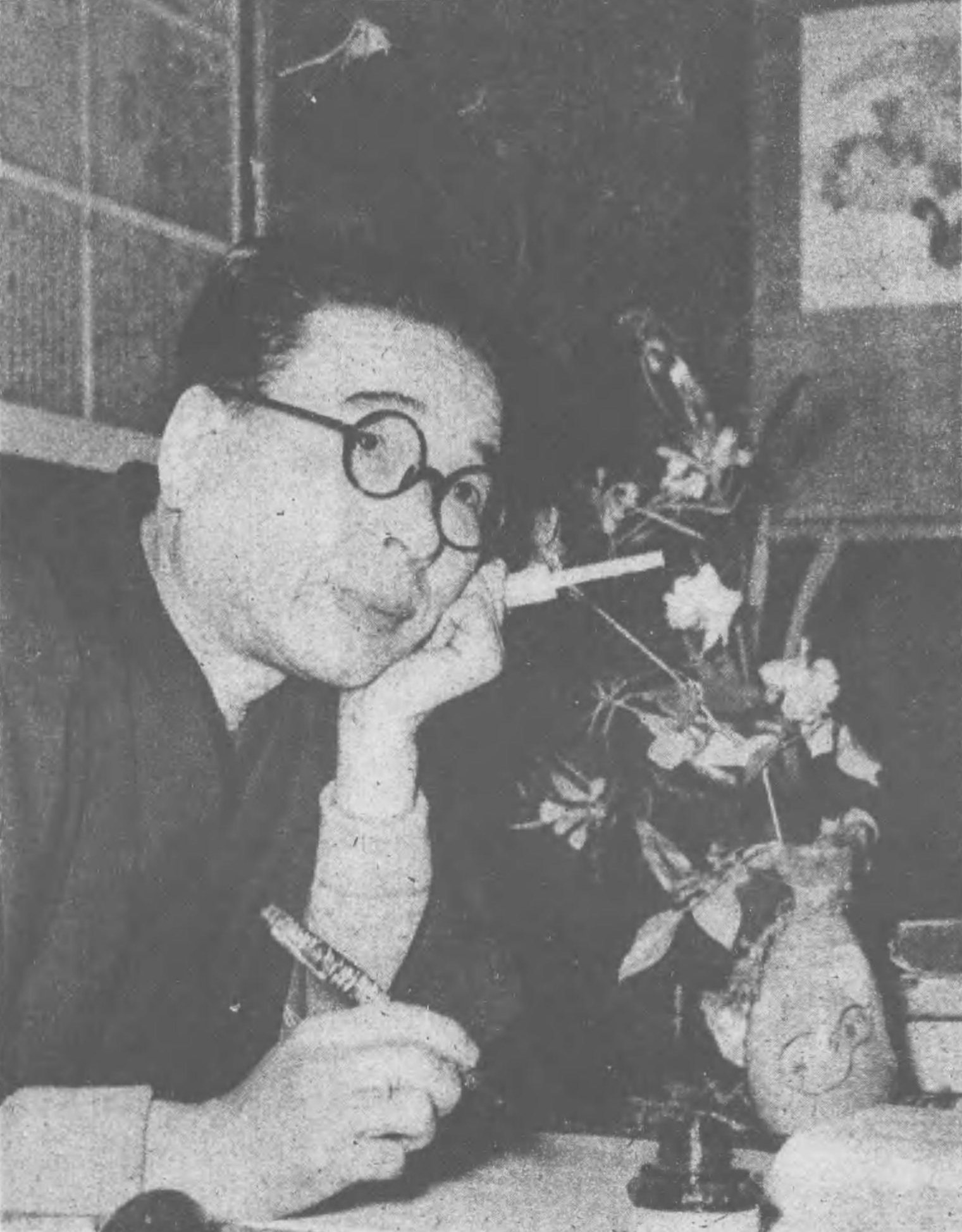
雑誌『富士』より（1952年）

小山 寛二（こやま かんじ、1904年8月3日 - 1982年11月27日）は、熊本県八代市出身の小説家。

## 来歴
八代中学校卒業。早稲田大学中退。クロポトキンの影響を受け、アナキズム、左翼運動家の道を歩むが、1928年（昭和3年）、転向する。
三上於菟吉に師事し、大衆文学などを執筆した。作品に、1934年（昭和9年）に映画化された「明暦名剣士」、宮崎滔天を主人公とした「波浪の歌」、細川忠興の妻ガラシャを描いた「細川ガラシャ」、「曠野の父」、「風雲万里」、「江南碧血記」などがある。
随筆雑誌「騒友」主宰。1982年（昭和57年）、東京にて没した。